# 副島種典
副島 種典（そえじま たねのり、1912年12月7日 - 1989年7月23日）は、日本の経済学者。愛知大学名誉教授。マルクス経済学を専攻。

## 経歴
1912年、東京で生まれた。東北帝国大学法文学部経済科で学び、1937年に卒業。
戦後、愛知大学助教授に就いた。後に教授昇格。1983年に愛知大学を定年退任し、名誉教授となった。日本中国友好協会会長をつとめた。
1989年に死去。墓所は青山霊園(1イ21-1)にある。

## 家族・親族
- 祖父：副島種臣

## 著書

### 単著
- 『社会主義経済学』東洋経済新報社 1958
- 『社会主義経済学の研究：「経済学教科書」批判』青木書店 1961
- 『教養経済学』青木書店 1962
- 『マルクス経済学原理』東洋経済新報社 1966
- 『社会主義経済の諸問題』青木書店 1967
- 『社会主義・共産主義の社会』日本青年出版社 1969
- 『社会主義と経済学理論』青木書店 1972
- 『社会主義経済の基礎理論』東洋経済新報社 1974
- 『社会主義建設の理論と実際』青木書店 1974
- 『社会主義の理想・現実・未来』大月書店 1985

### 共編著
- 『社会主義経済学の基本問題』堀江邑一・西澤富夫共著、理論社 1949
- 『ソヴェト経済の分析』野々村一雄共編、勁草書房 1954
- 『ソヴェト経済の歴史と理論』日本評論新社 1963

### 翻訳
- 『初期マルクス経済学説の形成』D. I. ローゼンベルグ（英語版）著、大月書店 1957
- 『経済学入門教科書』P. I. ニキーチン著、池田頴昭・大崎平八郎共訳、青木新書 1960
- 『帝国主義論』レーニン著、大月書店 1961
- 『資本論注解』(全5巻) D.I.ローゼンベルグ著、S. L. ヴィゴドスキー（ロシア語版）編、宇高基輔共訳、青木書店 1962-64
- 『初期マルクス経済学説の形成』D.I.ローゼンベルグ著、大月書店、1971
- 『いわゆる市場問題について：他3篇』レーニン著、大月書店 1971
- 『労働者統制の理論と歴史』V. A. ヴィノグラードフ（ロシア語版）著、監訳、大月書店 1974
- 『労働者統制・国有化論』レーニン著、編訳、大月書店 1975
- 『ロシアにおける資本主義の発展』レーニン著、監訳、大月書店 1976
- 『「J・S・ミル経済学原理」への評解』ニコライ・チェルヌイシェフスキー著、岩波書店 1979
- 『黄色い悪魔：金と資本主義』アンドレイ・アニーキン（ロシア語版）著、横倉弘行共訳、大月書店 1980

### 追悼集
- 『和して同ぜず：一人の社会主義経済学者の人と人生：遺稿・追悼集副島種典先生を偲んで』副島種典追悼集刊行委員会編, 光陽出版社, 1991年.

## 参考
- 『社会主義経済の基礎理論』著者紹介